# Vijay Iyer

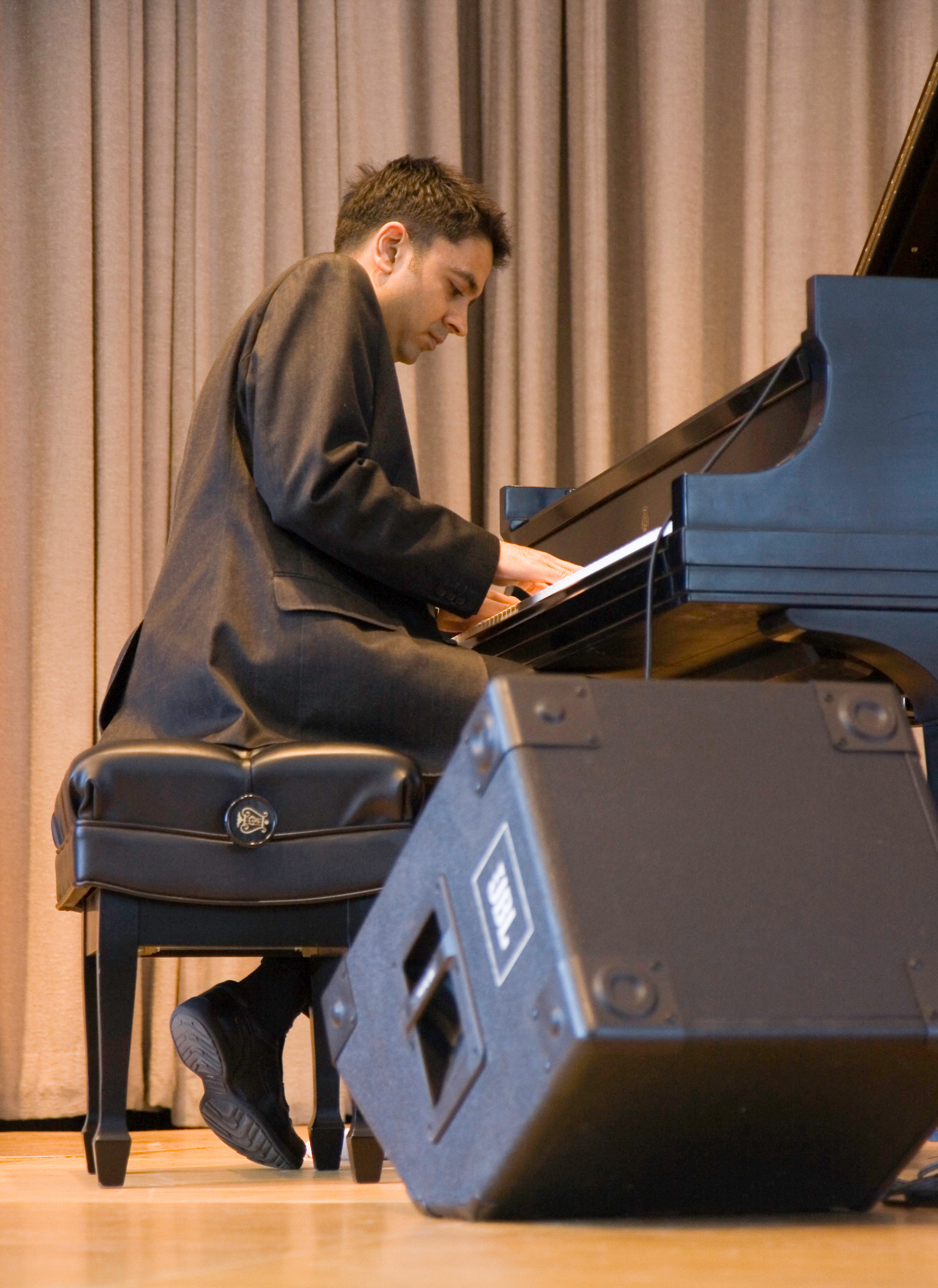
Vijay Iyer (2008)

Vijay Iyer (* 26. Oktober 1971 in Albany, New York) ist ein US-amerikanischer Jazz-Pianist und Komponist. Sein Spiel und seine Kompositionen verbinden Avantgarde, Groove, Pop und Tradition, zeigen aber auch Einflüsse indischer Musik.

## Leben und Wirken
Der Sohn indischer Einwanderer erhielt bereits ab dem Alter von drei Jahren eine klassische Violinausbildung, wechselte aber schon bald zum Klavier. Nachdem er zunächst ein Physikstudium absolviert hatte, studierte er an der University of California Berkeley Musik. 1998 promovierte er mit der Arbeit Microstructures of Feel, Macrostructures of Sound: Embodied Cognition in West African and African-American Musics bei David Wessel. Während der Studienzeit arbeitete er mit Musikern wie Steve Coleman, George Lewis, David Wessel, Miya Masaoka, Liberty Ellman, Imani Uzuri, Elliot Humberto Kavee und Aaron Stewart.
Eine besondere künstlerische Beziehung pflegt er mit dem Saxophonisten Rudresh Mahanthappa, den er 1995 über Steve Coleman kennenlernte:

„Rudresh und ich gehörten zur ersten Generation indischer Amerikaner. Wir waren beide früh getrieben von Identitätssuche. Wer wir wirklich sind, oder zumindest eine Ahnung davon, haben wir durch die Musik erfahren.“

Seit 1998 lebt Iyer in New York City. Mit dem Vijay Iyer Quartet trat er bei Festivals in Nordamerika, Europa, Asien und Australien auf. Daneben nahm er mit Steve Colemans Five Elements, Roscoe Mitchells Note Factory, Wadada Leo Smiths Golden Quartet, Greg Tates Burnt Sugar, Amiri Barakas Blue Ark auf und spielte mit Musikern wie Cecil Taylor, Graham Haynes, Butch Morris, Dead Prez, Ronald Shannon Jackson, Gerry Hemingway, T. Sankaran, Okkyung Lee, Kevin Ellington Mingus und Will Power.
Mit dem Hip-Hopper Mike Ladd legte er mit den Alben In What Language? (2003), Still Life with Commentator (2006) und Holding It Down: The Veterans’ Dreams Project (2013) eine Trilogie vor, die sich mit den Auswirkungen der letzten Kriege in Afghanistan und dem Irak auf den Alltag in den Vereinigten Staaten beschäftigt.

## Preise und Auszeichnungen
Iyers Album Historicity wurde von Down Beat und der JazzTimes als „Album des Jahres“ ausgezeichnet. Mit seiner Gruppe erhielt er 2010 einen ECHO Jazz als bestes internationales Ensemble für dieses Album.
Von der Doris Duke Foundation in New York erhielt er 2012 einen Performing Artists Award; neben ihm erhielten 20 weitere Musiker sowie Theater- und Tanzkünstler den mit jeweils 225.000 $ dotierten Förderpreis für ihre überragende Kreativität und künstlerische Schaffenskraft. Im selben Jahr wurde er mit dem Greenfield Prize ausgezeichnet, der jährlich an Persönlichkeiten aller Kunstgattungen verliehen wird, deren Arbeit einen bedeutenden Einfluss auf das kulturelle Leben in den USA hat. 2013 erhielt er eine MacArthur Fellowship.
Im Juni 2012 gewann Vijay Iyer den alljährlichen Kritikerpoll der Zeitschrift Down Beat als erster Musiker überhaupt gleich in fünf Kategorien: Für Accelerando als „Album des Jahres“, als „Jazzmusiker des Jahres“ und Pianist, für die „Jazzgruppe des Jahres“ und zudem noch als „Rising Star Composer“. 2015 wurde er „Jazzmusiker des Jahres“ in den Down Beat Kritiker-Polls (und sein Trio Jazz-Gruppe des Jahres); auch 2018 wurde er dort wieder als „Jazzmusiker des Jahres“ hervorgehoben.
Das Album Love in Exile von Arooj Aftab, Vijay Iyer und Shahzad Ismaily erhielt eine Nominierung für die Grammy Awards 2024 in der Kategorie Best Alternative Jazz Album und den niederländischen Edison Jazz Award in der Kategorie „Global.“

## Diskographische Hinweise
- Memorophilia, 1995
- Architextures, 1998
- Your Life Flashes, 2002
- Blood Sutra, 2003
- In What Language? 2003 (mit Mike Ladd)
- Simulated Progress, 2005
- Historicity, 2009
- Solo, 2010
- Tirtha, ACT 2011 (mit R. Prasanna, Nitin Mitta)
- Accelerando, 2012 (Vijay Iyer Trio  mit Stephan Crump, Marcus Gilmore, Jazz-Album des Jahres 2012 bei den Down Beat Kritikerpolls)
- Mutations, 2014 (mit Miranda Cuckson, Michi Wiancko, Kyle Armbrust, Kivie Cahn-Lipman, Bestenliste beim Preis der Deutschen Schallplattenkritik, 2/2014)
- Break Stuff, 2015 (Vijay Iyer Trio)
- Vijay Iyer, Wadada Leo Smith: A Cosmic Rhythm with each Stroke (ECM, 2016)
- Far from Over, ECM 2017 (mit Graham Haynes, Mark Shim, Steve Lehman, Stephan Crump, Tyshawn Sorey)
- Vijay Iyer & Craig Taborn: The Transitory Poems (ECM, 2019)
- Vijay Iyer & Mike Ladd: InWhatStrumentals (Pi Recordings, 2020)
- Vijay Iyer, Linda May Han Oh, Tyshawn Sorey: Uneasy (ECM, 2021)[7]
- Wadada Leo Smith,  Jack DeJohnette & Vijay Iyer: A Love Sonnet for Billie Holiday (TUM, 2021)
- Arooj Aftab / Vijay Iyer / Shahzad Ismaily: Love in Exile (Verve, 2023)[8]
- Vijay Iyer, Linda May Han Oh, Tyshawn Sorey: Compassion (ECM, 2024; Vierteljahrespreis der deutschen Schallplattenkritik)[9]
- Vijay Iyer, Wadada Leo Smith: Defiant Life (ECM, 2025)